# W15 Lima 2019
El W15 Lima 2019 denominado por razones de patrocinio Copa FDPT fue un torneo de tenis femenino que se jugó en pistas de tierra batida. Se trató de la I edición del torneo que forma parte del ITF World Tennis Tour 2019. Tuvo lugar en Lima, Perú del 8 al 14 de julio de 2019 en las canchas del Club de Regatas Lima Filial San Antonio.

## Distribución de puntos
- Puntos válidos para el ranking WTA a partir del 5 de agosto.

| Modalidad    | Campeón | Finalista | Semifinales | Cuartos de final | 2ª ronda | 1ª ronda | Clasificados | 2ª ronda de clasificación | 1ª ronda de clasificación |
| Individuales | 10      | 6         | 4           | 2                | 1        | -        | -            | -                         | -                         |
| Dobles       | 10      | 6         | 4           | 2                | -        | -        | -            | -                         | -                         |

## Cabezas de serie

### Individuales
| Tenista            | Ranking WTA | Ranking ITF | Preclasificada |
| Fernanda Brito     |             |             | 1              |
| Dominique Schaefer |             |             | 2              |
| Catalina Pella     |             |             | 3              |
| Akilah James       |             |             | 4              |
| Nadia Echeverría   |             |             | 5              |
| Raphaelle Lacasse  |             |             | 6              |
| Anna Makhorkina    |             |             | 7              |
| Fernanda Labraña   |             |             | 8              |

- Ranking del 1 de julio de 2019.

### Dobles
| Tenistas                         | Ranking WTA | Ranking ITF | Preclasificadas |
| Madeleine Kobelt Anna Makhorkina |             |             | 1               |
| Fernanda Brito Catalina Pella    |             |             | 2               |
| Nadia Echeverría Lara Escauriza  |             |             | 3               |
|                                  |             |             | 4               |

- Ranking del 1 de julio de 2019.

## Campeonas

### Individuales
[[]] venció a  [[]] por

### Dobles
[[]] venció a  [[]] por